# Poljud體育場
Poljud城市體育場 ，更為人熟知的是Poljud體育場 (英語：Poljud Stadium)是一座位於克羅埃西亞史普利特的綜合體育場，從1979年起為哈伊杜克足球俱樂部的主場。體育場位於Poljud附近，屬於Spinut市區。體育場於1979年9月啟用，可容納33.987人。

## 外部連結
- Virtual Tour （页面存档备份，存于）
- Stadium photos at stadionwelt.de （页面存档备份，存于）
- Aerial Photo from Google Maps